# Dolní Cerekev
Dolní Cerekev település Csehországban, a Jihlavai járásban. Dolní Cerekev Rohozná, Cejle, Batelov, Jezdovice, Kostelec és Třešť településekkel határos. Lakosainak száma 1232 fő (2024. január 1.).

## Népesség
A település lakosságának változását az alábbi diagram mutatja:
| Lakosok száma | 1490 | 1523 | 1431 | 1064 | 956  | 1103 | 1289 | 1289 | 1265 | 1232 |
|               | 1869 | 1890 | 1921 | 1950 | 1980 | 2001 | 2017 | 2019 | 2022 | 2024 |